# De Architectura

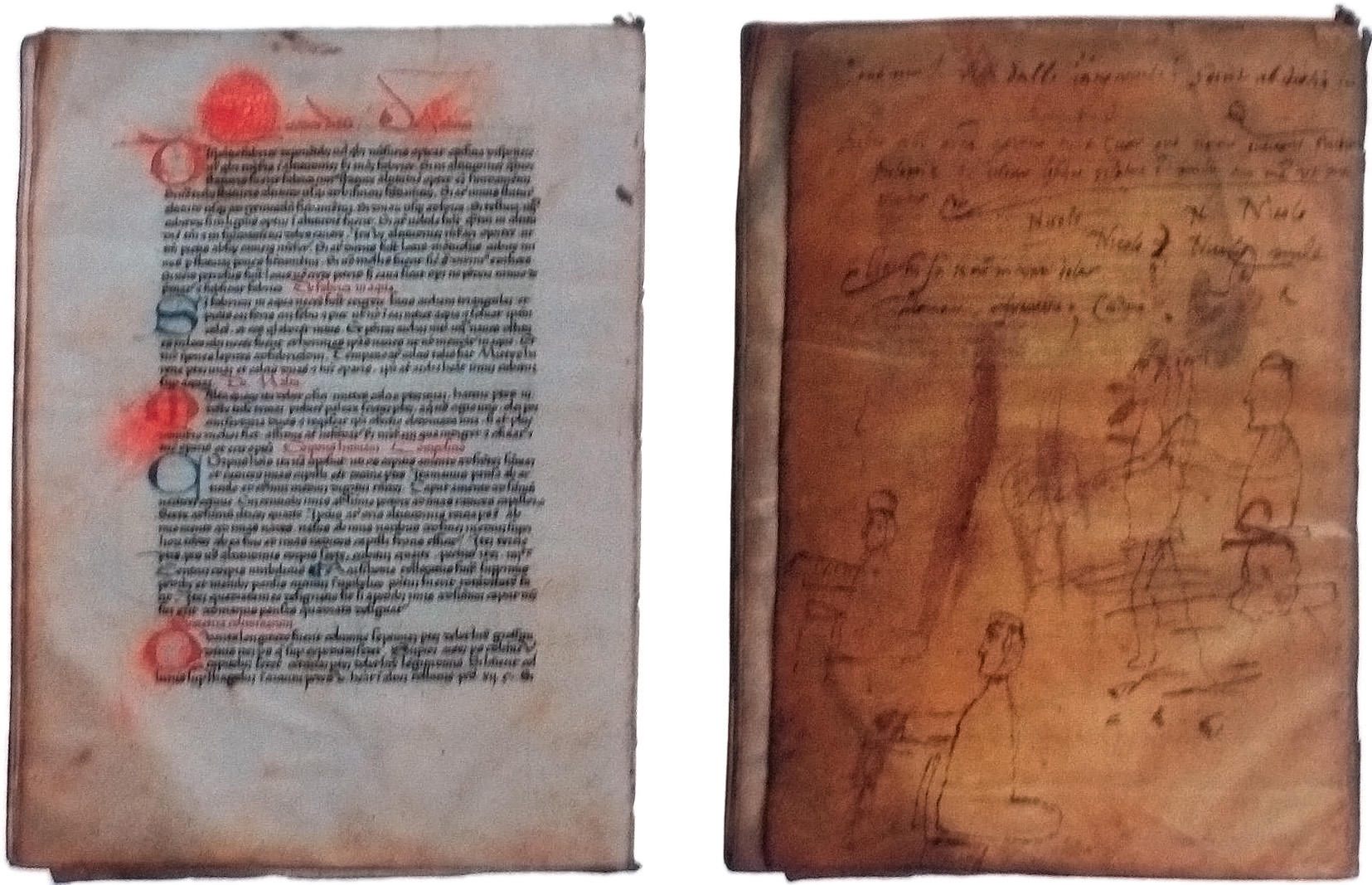
Manuscrit de Vitruvi, còpia datada de 1390.

De Architectura és un llibre cabdal de l'arquitectura romana, escrit per Marc Vitruvi Pol·lió vers l'any 20 aC, recollint la seva experiència professional al final de la seva vida. Segons tots els indicis, va escriure l'obra en una data posterior al 27 aC, quan August fou proclamat emperador, ja que el compendi de llibres pretenia servir de referència al Cèsar perquè pogués jutjar els diversos edificis erigits i aquells que pogués erigir en el futur; i abans de l'11 aC, perquè esmenta com a viva Octàvia, la germana d'August, que va morir en aquest any.
És el tractat sobre arquitectura més antic que es conserva i va ser pres pels arquitectes renaixentistes com a referència de primera mà per al coneixement de les manifestacions arquitectòniques de l'antiguitat grecollatina. D'ell només han arribat els seus texts, ja que les il·lustracions originals, a les que durant els llibres fa constant referència, s'han perdut.
El seu tractat constitueix un compendi d'altres texts, moltes vegades monogràfics sobre edificis hel·lenístics, als autors dels quals, especialment a Hermògenes, menciona amb freqüència, però també documenta alguns aspectes de la tradició arquitectònica de la República i dels inicis de l'imperi, amb una especial atenció als problemes constructius i tècnica de l'arquitectura.
N'existeix una traducció moderna al català, traduïda per Esther Artigas, Empar Espinilla, Glòria Torres i Elena Benedicto, publicada per Ciment Català, l'Agrupació de Fabricants de Ciment de Catalunya, l'any 1989. Ha estat reeditada en format digital el 2022, i és de lliure accés al seu lloc web.

## Contingut
Els temes dels llibres que componen el tractat De Architectura es poden dividir en tres, en les mateixes parts que segons Vitruvi es compon l'arquitectura: construcció, gnomònica i mecànica. Cal fer esment que aquesta visió tripartita de l'arquitectura no es correspon amb l’anomenada Tríada Vitruviana (solidesa, funcionalitat i bellesa), també anomenada Teoria Tripartita de Vitruvi, molt difosa a partir del segle XVII com un resum dels principis vitruvians.
La construcció la divideix en: edificis públics (espais comuns de la ciutat com les places o el port; temples i fortificacions) i edificis privats (habitatges); i què totes dues construccions han de posseir: la firmitas, la utilitas, i la venustas, entesos com: solidesa, utilitat i bellesa.
Pel que fa a la gnomònica, a la qual només dedica un llibre, estableix una relació entre l'astronomia i l'arquitectura; i finalment, també només en un llibre, l'últim, el dedica a la mecànica, referint-se a maquinària què serveix per a l'art de la guerra com per a la construcció.
De Architectura està format per 10 llibres:

### Llibre I
El llibre el comença amb una dedicatòria a l'Emperador César August, amb la que a més d'agrair-li el que fa per l'Imperi, l'explica que amb aquest compendi de llibres li dona les regles de l'arquitectura per als seus futurs edificis, tant públics com privats, i perquè pugui valorar, a través d'aquestes regles, si els que ja ha fet construir són correctes.
En aquest primer llibre Vitruvi defineix l'arquitectura com una ciència que serveix, junt amb altres ensenyaments teòrics, per jutjar totes les obres, a través de la pràctica (que es porta a terme amb les mans a partir d'una matèria) i del raonament (amb el qual es poden arribar a interpretar les obres construïdes amb relació a l'habilitat constructiva i la proporció de les seves mesures). Per tant, aquells arquitectes que sense tenir una bona cultura, tot i ser hàbils en la pràctica no arribaran al seu objectiu ni adquirir prestigi; i viceversa. Però aquells que s'hagin preparat a fons en totes dues aconseguiran gran consideració.
Per tant, l'arquitecte ha de ser una persona culta i que conegui: la Literatura, el Dibuix, la Geometria, l'Òptica, l'Aritmètica, la Història, la Filosofia, la Música, la Medicina, l'Astrologia i tenir un coneixement de les lleis. El coneixement d'aquestes ciències ha de ser suficient per saber-ne les seves parts i estructures per tal de no cometre el més mínim error, però no cal que sigui erudit en cadascuna d'elles.
Per a ell l'arquitectura es compon per: 
- l'Ordenació (proporció dels elements de l'obra de manera aïllada i en conjunt: a partir de la mesura numèrica del diàmetre d'una columna, es poden calcular les proporcions de tot l'edifici sencer);
- la Disposició (la correcta col·locació dels elements i el correcte resultat tenint en compte: planta, alçat i perspectiva; i determinada per la “qualitas” del mateix arquitecte: reflexió (cogitatio) i invenció (inventio) de la capacitat reflexiva i d'invenció del mateix arquitecte);
- l'Eurítmia (disposició dels elements per tal d'aconseguir causar la “percepció de bellesa” en l'espectador: que una construcció sigui “agradable”, “perfecte” i “proporcionada” a la vista (no de manera objectiva, en si mateixa. Per aconseguir-la, de vegades cal realitzar un seguit de correccion òptiques a les escultures o als edificis per tal, no que “siguin” bells i harmoniosos en si mateixos, sinó que ens ho “semblin a la vista”);
- la Simetria (harmonia de les parts que componen una obra, no per la seva utilitat o solidesa,sinó per motius estètics);
- l'Ornament (correcte aspecte de l'obra);
- i la Distribució (economia, disseny de les formes basant-se en diversos factors o condicionants: administració de materials i terrenys, units a uns costos ajustats i raonables de les obres).
Aquesta arquitectura ha de tenir en compte la disposició de les muralles, la bona situació dels edificis i la protecció i el culte tant d'edificis públics com privats. Aquestes construccions han d'aconseguir seguretat, amb bons fonaments i materials; utilitat, amb la bona disposició de les parts de l'edifici, i una apropiada distribució; a més de bellesa amb una adequada plasmació de la teoria de la simetria.
Estableix també que cal seleccionar un lloc favorable per a la construcció de les ciutats, tenint en compte la seva proximitat al mar o el seu clima, ja que si és un lloc fred o més càlid s'han de tenir presents les possibles malalties que això comporta a la seva població i a les seves collites i animals; i a partir d'aquí també explica la importància del vent a l'hora d'escollir aquest lloc, descrivint els diferents tipus de vent que hi ha segons la seva procedència.

### Llibre II
En el segon llibre explica, a través dels materials constructius i les seves propietats i qualitats naturals, com es pot construir.
Comença fent referència als primers homes, que vivien com animals salvatges als boscos i com, amb el descobriment del foc, aquests homes salvatges i independents començaren a ajuntar-se en petites comunitats al voltant del foc que els escalfava. Es van construir així comunitats formades per cabanes, que van anar perfeccionant. Aprenent els uns dels altres van a arribar, a través de l'anàlisi i de reflexions més complexes de les altres arts, als tipus constructius vigents.
A partir d'aquí fa esment dels materials que són útils i profitosos per a la bona construcció, i que aquests són produïts per la mateixa natura. Primer parla dels maons, de com s'han de fer, amb quin tipus de sorra i en quina època de l'any, per tal d'aconseguir el millor assecat i aconseguir el millor resultat constructiu.
Explica els diferents tipus de sorra per al morter, segons si s'asseca molt ràpid o és capaç de suportar grans càrregues o pel contrari s'aconseguirà un arrebossat a les parets molt fràgil i trencadís. A continuació explica la calç i la seva utilitat, serveix per a la construcció, si és de pedra molt dura, o per arrebossar, si prové d'una pedra més porosa; i que junt amb la pols de Puçol, sorra procedent de zones volcàniques i similar al ciment actual, s'aconsegueix gran solidesa als edificis.
També parla de les pedreres, de les que s'extreuen tant pedres tallades com tosques per a la construcció, i amb les quals, també depenent de la seva duresa i porositat, es podrà aconseguir un tipus de construcció més resistent o més fràgil. Diu que hi ha dues formes de construcció: la reticular, molt elegant però amb més possibilitats de patir esquerdes, i la incerta, més antiga, què consisteix a sobreposar unes pedres sobre altres, què garanteix una construcció menys vistosa però més sòlida; i què no s'ha de menysprear la forma de construir dels grecs, perquè tot i no utilitzar pedres tallades revestides d'estuc, sinó pedernal o pedres dues alternant fileres, aconsegueixen construccions molt compactes i consistents.
Finalment parla de la fusta, de com i quan s'ha de tallar per aconseguir una qualitat òptima, i descriu diferents tipus de fusta que es poden extreure de diferents arbres per a la construcció, segons les seves propietats.

### Llibre III
El tercer llibre explica la correcta disposició dels temples dels déus, què dependrà de la simetria, i aquesta de la proporció. La proporció Vitruvi la defineix com: 
"la relació de mesures a partir d'un mòdul constant i calculat, i la correspondència dels membres o parts d'una obra, i de tota l'obra en el seu conjunt ."
A partir d'aquesta definició diu que la correcta construcció d'un temple és impossible sense la simetria i la proporció, igual que passa amb les parts del cos d'un home ben format (Vegeu Home de Vitruvi, sobre el famós dibuix de Leonardo da Vinci que interpreta aquest passatge). Diu per tant que si la natura ha fet el cos humà amb els seus membres exactament proporcionats respecte a tot el cos, els antics van fixar aquesta mateixa relació per a la realització de les seves obres, on cadascuna de les seves parts guarda una exacta proporció respecte a la forma total de l'obra. Així en construir els temples dels déus, les parts de les obres, per separat i en el seu conjunt, seran harmòniques sobre la base de la seva proporció i simetria.
Passa a explicar les diferents estructures dels temples, que depenen de la quantitat de columnes que tenen i de la seva disposició en l'espai (temple in antis, pròstil, anfipròstil, perípter, pseudoperípter o hípetre). A més depenent de l'espai entre columnes, si estan molt espaiades o hi ha una distància proporcionada entre elles, diferencia cinc classes de temple: picnòstil, sístil, diàstil, areòstil i èustil.
A continuació passa a explicar la fonamentació sobre la qual construir el temple, que hauria de ser en un terreny sòlid i ferm, i sobre aquest pujar les parets i columnes. A partir d'aquí explica com han de ser les grades de la façana, amb quants graons i quin pendent cal d'aconseguir.
Finalment explica com han de ser les columnes, quina serà la seva grandària, diàmetre, proporcions i la seva decoració. Per això parla de com serien seguint l'estil àtic o l'ordre jònic.

### Llibre IV
En aquest quart llibre explica els orígens dels diferents ordres, dòric, jònic o corinti, que sorgeixen a partir de la composició o estructura de les diferents columnes; i continua descrivint com són les columnes de l'ordre corinti, en especial de com són els seus capitells. També explica els guarniments d'aquestes columnes, com són les cornises, els tríglifs i les mètopes, i com han d'estar col·locats aquests elements.
Igual que havia fet al llibre anterior amb l'ordre jònic i corinti, explica com són les columnes de l'ordre dòric, quines han de ser les seves mesures i diàmetres, com s'ha de col·locar la cornisa, els tríglifs i les mètopes, i també quina grandària és l'adequada per a aquesta decoració.
A continuació passa a descriure com s'ha de construir la distribució interior dels temples: celles i pronaos, com han de ser les pilastres, en cas que les tinguin, i quin ha de ser el gruix de les parets per tal que els espais no semblin, a la vista, massa petits i estrets. A més diu quina ha de ser l'orientació de les imatges sagrades que es troben dins la cella del temple i dels seus altars (mirant cap a l'orient, cap a l'est).
També parla de com seran les portes dels temples, que també depenen del seu estil: dòric, jònic o àtic, per tal de saber quines han de ser les seves proporcions i decoracions.
Finalment parla dels temples toscans i dels temples circulars, de com s'han de construir, de les seves proporcions i simetries.

### Llibre V
El llibre cinquè explica els principals edificis públics de l'Imperi romà en temps d'August. El Fòrum, diu que ha de ser un espai ample, amb forma obliqua on poder fer espectacles de gladiadors, tribunals, celebracions, etc. Les basíliques, properes al Fòrum, i amb una gran planta, diàfanes i altes. L'erari, la presó, i la Cúria romana, han de tindre unes proporcions adients respecte a el Fòrum.
Dels teatres, fa un esment especial,dedica bona part del llibre per parlar de les veus i l'acústica en relació amb l'espai concretament els capítols 4 i 5. Tot seguit, tres capítols més per explicar com ha de ser el teatre: localització, proporcions, decoració, escenari i fins i tot com ha de ser l'attrezzo per les diferents obres segons la seva temàtica. De les termes ressalta la importància del lloc i la llum, i respectar l'ordre de les estances. Fa una breu menció de les palestres, que segueixen el sistema grec però adaptat a l'estil romà pel que fa a proporcions i decoració, finalment conclou el llibre parlant dels ports, diferenciant entre ports naturals i artificials i les mesures a fer per les construccions de cadascun.
Durant tot el llibre fa al·lusions a la natura, dient-nos que l'arquitectura ha de semblar-se a ella, un exemple el veiem quan parla de les columnes en edificis de dos pisos, on diu que les del pis inferior han de ser més amples i grans que les del pis superior, per semblar-se als arbres, on les branques són més fines que no pas les arrels.

### Llibre VI
El sisè llibre parla de l'edificació privada per excel·lència, la casa o domus. Per poder fer-ho, enumera cadascuna de les seves parts constituents: vestíbul, atri, tablinum, cubicula, tabernae, triclini, peristil..., explicant la seva localització, els materials i el sistema constructiu per cada estança, com per exemple, en el moment de la construcció dels atris, que incideix en els diferents estils possibles i les diferents maneres de construir-los.
Alhora, igual que al llibre anterior, ressalta la importància de la localització, tenint en compte el paviment, les hores de llum i la proximitat a una font o riu i la també la significació de les mesures i les proporcions, ja que depenent de la quantitat de persones que hi visquin i de la seva ubicació aquestes poden variar, per tal d'unificar l'entorn.
És destacable les constants referències que fa a les cases gregues, definint-nos com són durant tot el transcurs del llibre, tot comparant-les amb les romanes.

### Llibre VII
El setè llibre explica la decoració de les edificacions privades del sisè llibre. Comença parlant-nos dels paviments i dels arrebossats, ja que són la base de la construcció, es dedica a explicar-nos quins materials emprar, com han de ser els diferents sòls, segons l'estança i depenent si és a cel obert o tancat i sobretot les tècniques corresponents. Tot seguit parla breument dels estucs i la seva col·locació, no obstant sí que s'estén en els sostres, les voltes, cornises i altres elements relacionats, explicant com han de ser, la seva decoració, curvatura, revestiments, etc.
Pel que fa als revestiments també s'amplia destacant la humitat, qualitat, relacions amb el sistema grec, porositat o inconvenients que poden sorgir. Fa una menció especial al cinabri, el qual considera d'una importància rellevant, i explica les seves peculiaritats, naturalesa, elaboració, ús i aplicació.
Finalitza el llibre dedicant-se als materials que, procedents d'altres substàncies, transformats i manipulats, adquireixen les propietats dels colors, dels quals indica a quines estances són més adients segons la seva funció i l'estació de l'any. Vitruvi se centra en explicar els procediments i materials amb què convé fer les pintures per obtenir un bon acabat, tot explicant les propietats dels colors. Probablement aquest llibre, amb el que Vitruvi acaba la part constructiva del seu tractat, és una transcripció més o ments directa d’algun tractat preexistent.

### Llibre VIII
El vuitè llibre desenvolupa el tema de l'aigua a l'arquitectura romana: els aqüeductes, font, pous, cisternes i les diferents conduccions d'aigües com canals, clavegueram o el sistema de desguàs.
Comença el llibre parlant d'on i com trobar l'aigua i dels diferents sabors d'aquesta segons el terreny en el qual es troba. Acaba dient que l'aigua de pluja és la més bona per la salut i necessitats humanes. Enllaça el tema de la pluja amb el vapor de l'aire, arribant d'aquesta manera a tractar les aigües calentes i de la naturalesa de diverses fonts, dels rius i de les seves aigües.
En aquest moment arriba a esmentar alguns dels rius més importants de l'Imperi i fins i tot alguns llunyans com el Ganges. A través d'ells, i fent referència al Septentrió i l'Aquiló, raona el motiu pel qual hi ha aigües calentes a la superfície. Arran d'això entra a esmentar les propietats d'altres fonts d'arreu del territori, concretament de 28 emplaçaments, com per exemple les fonts de Susa o de l'illa de Quios. Tot seguit esmenta com podem conèixer la qualitat de l'aigua, de com anivellar-les i dels instruments que calen per poder fer-ho.
Al capítol cinquè del llibre VIII comença a descriure les diferents estructures arquitectòniques per transportar l'aigua a les zones urbanes. En aquest moment Vitruvi diu: 
‘'La conducció de l'aigua es fa de tres maneres: per conductes de canals d'obra, per tubs de plom, o per canons de terrissa.” 
La resta del llibre és l'explicació de com a dur a terme la construcció dels aqüeductes segons aquestes tres maneres i les possibles inconveniències que es poden trobar.

### Llibre IX
En el novè llibre no parla d'arquitectura concretament sinó de les mesures del temps i dels rellotges, de l'astronomia, la terra, els planetes, el sol, la lluna i les estrelles. Tot i no parlar d'arquitectura directament sí que la relaciona amb aquests elements.
Entre els temes que tracta destaquen: el gnòmon, les diferents fases de la lluna, de com dependent de la posició del sol els dies i les hores augmenten o disminueixen, i l'enumeració dels diferents planetes, amb una breu descripció de cadascun.
Després entre a parlar de les constel·lacions dividint-les entre les que estan a la dreta de l'Orient, entre la zona dels Signes i el Septentrió i les que estan situades entre la zona dels signes i l'anomenat Migdia. Alhora aprofita que esmenta els signes del zodíac per enllaçar-ho amb l'astrologia i la seva influència a l'arquitectura.
Conclou el llibre enumerant diferents tipus de rellotges, com els d'aigua o els hivernals, també anomenats anafòrics, i dels seus inventors.

### Llibre X
El desè i últim llibre és dels més extensos de tot el tractat i presenta a Vitruvi en la seva faceta d'enginyer militar. Parla poc d'arquitectura, ja que bàsicament tracta sobre màquines per la construcció i per a l'atac, i dels sistemes per l'extracció d'aigua.
Entre els temes que tracta sobresurten: les diferents màquines, ja siguin per aixecar pes, per treure aigua, com per exemple la màquina inventada per Ctebisi l'anomenat caragol d'Arquímedes, o de caràcter militar, com per exemple la de Chersifront per transportar càrregues de molt pes.
També parla de qui va construir, com s'han de construir, el funcionament i ús de les catapultes, les ballestes i d'altres màquines d'atac, com per exemple la tortuga, que es construeix per omplir els fossats i facilitar l'accés a les muralles. Vitruvi destaca que elements de construcció com les escales, grues i altres elements de construcció que considera senzills decideix no explicar-los fent així una diferenciació.
Conclou el llibre explicant dues experiències bèl·liques, un dels rodis i un altre a la ciutat de Massília, actual Marsella.

## Importància de l'obra a la seva època
El tracta d'arquitectura de Vitruvi, inspirat en teòrics hel·lenístics, és el més antic que ha arribat fins als nostres temps i l'únic que tenim de l'Antiguitat Clàssica. Fou un regal de l'autor a l'emperador August, del qual es diu que en un principi no el va saber valorar, ja que no li trobava cap utilitat.
Redactat al voltant del 15 aC, època marcada per una gran activitat constructiva impulsada per l'emperador, el tractat fou molt difós i apreciat pels constructors del moment, que l'utilitzaven com a document de consulta, tant pels coneixements que contenia, com per les diferents solucions, idees decoratives i gravats que acompanyaven les diferents explicacions.
Després de la mort de Vitruvi, l'obra va continuar sent important per la seva utilitat pràctica i teòrica i això es mostra en el fet que surti referenciada a obres posteriors, com per exemple, Naturalis Historia de Plini el Vell, on veiem que a l'apartat d'art hi ha constants al·lusions a Vitruvi i la seva obra.  
Una altra obra de la seva època que agafa el tractat com a referència fou ‘'De acquis et aqueductibus urbis romae'', de Sext Juli Frontí, en el qual remarca l'aportació de Vitruvi a les construccions dels aqüeductes i l'anomena introductor a Roma de sistemes innovadors.
Durant els segles posteriors, no s'han trobat obres on estigui mencionat el tractat o Vitruvi, no obstant es veuen influències a les edificacions de Trajà i d'Hadrià, per això podem afirmar que l'obra encara era reconeguda i emprada.
No tornarem a veure menció al tractat fins als escrits de Gargilius Martialis o els de Getius Faventius, el qual va escriure ‘'Artis architectonicae privatis abreviatus libri'', que és una compilació del tractat de Vitruvi.
L'obra va continuar sent un referent per la construcció fins a la caiguda de l'Imperi, a partir de llavors, durant l'edat mitjana fou copiada i distribuïda per tot Europa i gràcies a això ha arribat als nostres dies, però no fou fins al Renaixement que tornaria a ser emprada per a la construcció.

## Repercussió
La influència del tractat “vitruvià”, per sorprenent que pugui semblar, arriba al nostra present. Fou un text base en els estudis del renaixement, i rebrà una gran repercussió a partir de la traducció i compendi creats per Perrault a finals del segle xvii, que comportarà la seva supervivència fins avui.
De Architectura és sens dubte una arquitectura textual, escrita, què cada època històrica va voler fer seva, unes vegades com aval a la revolució, per a la renovació, i com a instrument de la tradició clàssica, però també ha estat objecte de crítiques, retrets i consideracions sobre la seva inutilitat.

### Edat mitjana
Sabem que possiblement el tractat De architectura de Vitruvi ha arribat als nostres dies, gràcies a l'activitat dels anomenats scoti (en l'occident cristià medieval, grup d'escriptors entorn de l'església irlandesa, amb esperit missioner). Ells realitzaven un intens treball basat a organitzar conscientment la seva vinculació cultural amb l'antiguitat romana. Conseqüentment, l'activitat dels scoti respecte a l'obtenció i la còpia de tota classe de manuscrits d'autors clàssics, va ser molt gran.
Anys més tard, a finals del segle vi, i després de la invasió dels Germànics a Irlanda i Anglaterra, és fundada la seu de Canterbury, on destaca la figura del monjo Beda el venerable (673-735). Fou historiador, pedagog i teòleg, i creador de l'escola que continuarà amb la feina dels scoti. Aquests monjos, havien fundat importants centres de cultura als monestirs de Bobbio (Piacenza, Itàlia), Sankt Gallen (Suïssa) i Luxeuil (Franche-Comté, França) amb la missió de recollir i copiar manuscrits antics, aquesta idea serà fomentada a l'imperi carolingi.
Durant aquest període l'entusiasme pels autors llatins clàssics és molt present, i es fomenten la transmissió dels textos d'autors romans, que es copien infatigablement als monasteris. Segurament aquest fet ha pogut preservar la conservació del text vitruvià, ja que entre els manuscrits copiats podem citar el De architectura de Vitruvi, conservat a la biblioteca del monestir de Saint Gall.
Per tant, ja als còdexs medievals trobem la referència a la historicitat del text i del personatge, representant, en un còdex de 1463, a Vitruvi (l'arquitecte) dirigint una construcció amb la plomada a la mà.

#### Humanisme Carolingi (S.VIII-X)
Es produeix un petit renaixement cultural a l'imperi Carolingi, basat en els clàssics llatins. Això és degut a l'impuls de Carlemany per reviure l'antic imperi d'Occident. Així, la idea fonamental del renaixement Carolingi fou intentar l'assimilació de la bellesa clàssica, però en una societat purament cristiana i devota. Tot i així, l'arquitectura clàssica no era considerada la “veritable”, no era ben vist qualsevol element contrari a les doctrines de l'església.

##### Eginard (770-840)
Eginard fou un artista i estudiós que conegué el tractat de Vitruvi. De fet, el va interpretar per intentar resoldre els problemes constructius de les fabricacions carolíngies, i també el va utilitzar en la creació d'obres. Aquesta feina va ser facilitada gràcies al treball d'estudiosos monjos que prèviament havien solucionat problemes constructius del tractat.
És clar també, que degut a aquest renaixement carolingi, els erudits que havien recollit els textos de Vitruvi, al trobar-se en un medi cultural i artístic apropiat cap al classicisme, van poder transmetre les idees vitruvianes als artesans i els mestres que van treballar en les construccions carolíngies.

### Renaixement
De architectura té la particularitat de ser l'únic referent teòric de l'arquitectura clàssica. Per tant, tot i la seva mancança de contingut, va servir de base en els estudis Renaixentistes.
Arquitectes,intel·lectuals, erudits, monarques, filòlegs, historiadors i molts altres s'han apropat amb diferents intencions a la lectura del llibre de Vitruvi, omplint les seves pàgines d'anotacions i il·lustracions què pretenien fer versemblants les seves teories, normes i les mateixes contradiccions. De manera que il·lustrar les arquitectures descrites va ser sempre un repte, una prova de destresa per tal d'apropar i fer accessible el secret de l'arquitectura. Intentar resoldre gràficament el mètode de Vitruvi per traçar les volutes de l'ordre jònic va obsesionar a tots els comentaristes de Vitruvi, des de Fra Giocondo, un dels primers a interpretar el tractat a principis del S.XVI. Però desvetllar les normes descrites a De Architecture no va convertir-se només en una prova de destresa dels estudiosos, sinó en la necessitat de convertir el text i al seu autor en personatges històrics.

#### Interpretació del clàssic
És de gran importància per a l'home renaixentista la influència dels clàssics. Es volien recuperar tots els elements propis d'aquest període. Per tant, l'arquitectura renaixentista es veu marcada pels elements de la cultura llatina, i així els arquitectes del segle xv, busquen recollir teories i postulats de l'època. L'únic, i per això més important, fou De Architectura de Vitruvi, un text confús i contradictori degut al pas del temps. Aquest fou interpretat per diferents arquitectes durant tot el renaixement, alguns amb més encert que altres, però sens dubte tots van aportar conceptes nous en aquesta replantejament de les antigues teories.
Els Renaixentistes sobretot es van basar en les perfectes proporcions relatades per Vitruvi, atorgades aquestes pel cos humà, donant com a exemple principal l'homo ad circulum (figura coneguda per la representació produïda per Leonardo Da Vinci) i l'homo ad quadratum.

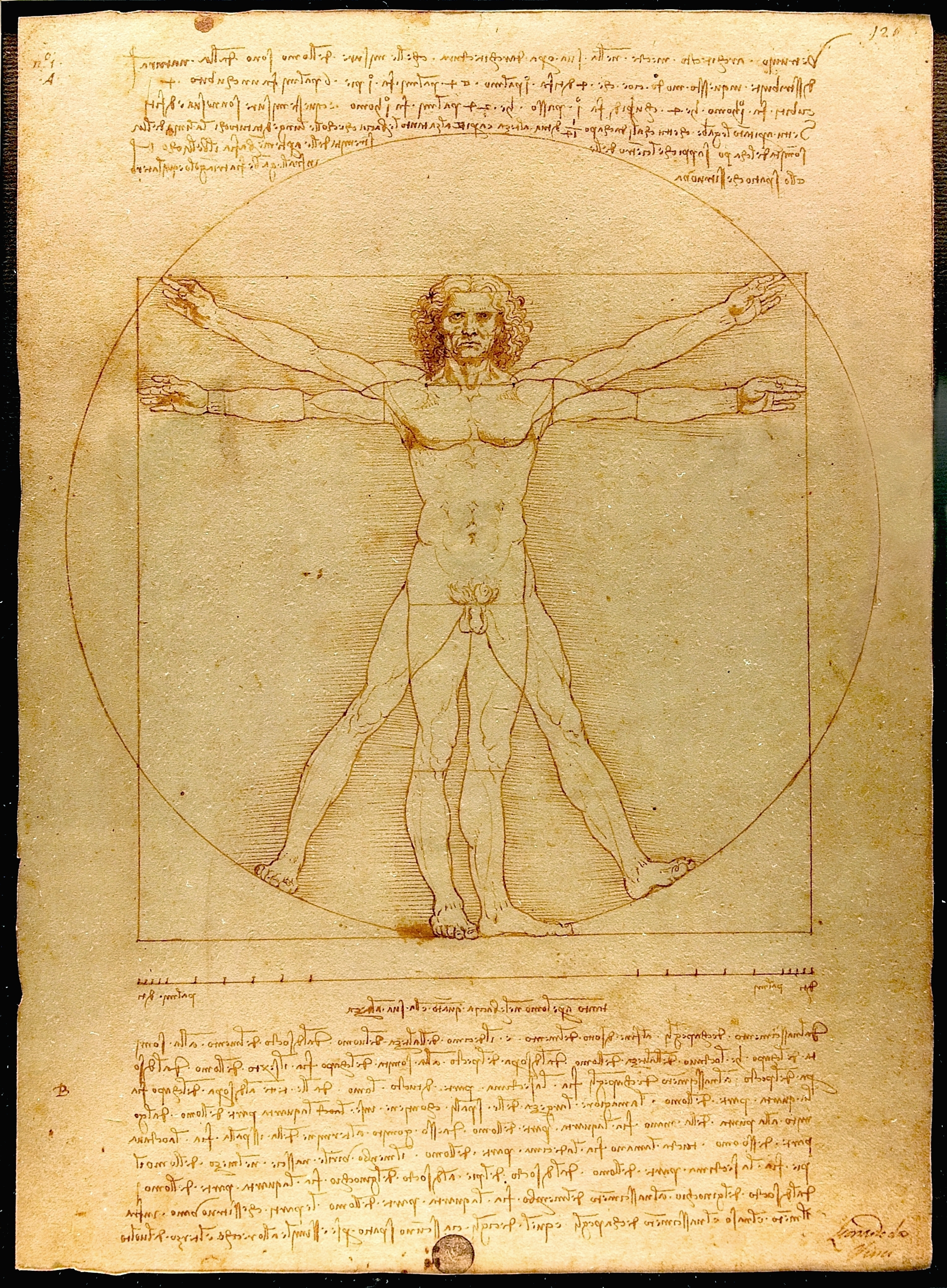
Home de Vitruvi, vist per Leonardo da Vinci.

Aquest concepte és bàsic, ja que si l'home és proporcional, el seu habitatge també ha de ser-ho.

#### Influències vitruvianes
A la Itàlia del segle xv, els primers coneixements del tractat són gràcies a Petrarca (1304-1374), Boccaccio (1313-1375) i l'humanista Poggio Bracciolini (1380-1459), el qual va descobrir el manuscrit de San Gall l'any 1416. Fra Giocondo (1433-1515), fou un dels primers a interpretar els tractats de Vitruvi. Realitzà un treball molt intuïtiu, diferents tractats a partir de conceptes bàsics dels deu llibres vitruvians.
Leon Battista Alberti (1404-1472)
Alberti va rebre una clara influència del tractat Vitruvià. Però la seva obra De re aedificatoria, contràriament a Vitruvi, atorga el coneixement de les raons de la construcció en la generació de la forma arquitectònica. Però tot i això, és un tractat que quedà totalment relegat. Només serà valorat en escasses ocasions, ja que el model dominant a partir del segle xviii serà el de Vitruvi.
Cesare Cesariano (1475-1543)
Aconsegueix una interpretació copleta de l'obra, el que va permetre una difusió major dels tractats vitruvians. Cesariano combinà la teoria clàssica amb la norma i l'estètica medieval. Realitzà clares variacions en l'ordre i els va adequar a les seva època.
Andrea Palladio (1508-1580)
Apart de la seva extensa i molt influent obra construïda, Andrea Palladio va exercir com a teòric de l'arquitectura, influenciat profundament per l'obra de Vitruvi. Gràcies a la seva obra teòrica, va establir bases de construcció basades en les de l'arquitecte clàssic. També fou un gran investigador de les construccions llatines a partir de l'arqueologia, reconstruint edificacions amb dibuixos i esbossos.
La gran aportació de Palladio a la teoria arquitectònica fou la creació de la seva obra Quattro libri. Palladio la planteja a partir de la interpretació dels tractats vitruvians, però hi afegeix la seva pròpia obra com exemple, esdevenint de facto un instrument de gran influència fins ben entrat el segle XIX a tot el món.
Vincenzo Scamozzi (1548-1616)
L'idea della architectura universele és un tractat escrit per Scamozzi. És considerat l'últim tractat d'arquitectura del Renaixement. L'autor vol fer percebre l'arquitectura com una ciència universal. Així exposa un model d'arquitectura que resideix en la natura i la imatge del cos perfecte i les seves proporcions, per tant l'edifici ha de ser partícip d'aquest ordre còsmic. Plantejament similar al de Vitruvi, que ha influenciat a tots els arquitectes renaixentistes.
L'ús del tractat en el segle xv i principis del segle xvi, té una doble qualitat de la lectura d'aquest. D'una banda, el text es converteix en eldepòsit de la teoria, constituït per termes que seran elevats a veritables principis de la disciplina com firmitas, utilitas, i venustas, entesos com a solidesa, utilitat i bellesa. Però també és, durant l'Edat Moderna, l'àmbit de la història i de la filologia, de l'erudició i de l'arqueologia, disciplines què la seva funció i ús privilegiat són fonamentalment polítics i ideològics.
Les primeres edicions il·lustrades del De Architecture, especialment les de Fra Giocondo (1511) i Cesare Cesariano (1521), inauguren una tradició iconogràfica què va ser entesa com la imatge de l'arquitectura (a banda de les al·legories). Les imatges què il·lustren el tractat en les seves successives edicions, almenys fins a finals del segle xviii, constitueixen no només sèries iconogràfiques què representen les arquitectures i normes del tractat romà, sinó que es converteixen en expressió gràfica de les diferents intencions i dels usos pràctics què es volen atorgar al llibre de Vitruvi en diferents moments històrics.

### Consolidació tripartita del tractat

#### La remodelació de Claude Perrault (1613-1688)
Claude Perrault creà un compendi del tractat de Vitruvi. És una transformació del tractat primogènit que arribarà a determinar tota la teoria acadèmica dels segles xviii i xix, i que es basa en la divisió dels factors arquitectònics en tres àmbits clars. És la teoria que denominem tripartita.
L'objectiu del compendi és aconseguir una doctrina de Vitruvi més breu, intel·ligible, i accessible al major nombre de lectors. La teoria vitruviana queda estructurada en tres grans capítols incomunicats entre si: el de la solidesa (que conté tot el referent al saber constructiu), el de la comoditat o funcionalitat (que recull el prescrit sobre la configuració general dels edificis), i el de la teoria dels ordres, o de la bellesa.
Així, s'ignorarà l'ordre tipològic establert per Vitruvi, i s'imposa l'aplicació literal dels tres vèrtexs de la triada. Perrault també, subdivideix prèviament tots els continguts en dos grans blocs, en relació amb la seva vigència al segle xvii. El primer conté les propostes vitruvianes que, segons ell, mantenen el seu valor al segle xvii, són encapçalades amb el títol “l'arquitectura que ens és comú dels antics”. I el segon, que queda relegat al coneixement arqueològic de l'antiguitat, l'anomena “l'arquitectura que era particular dels antics”.
La seva difusió és molt intensa durant tot el segle xvii creant un gran nombre d'edicions en francès, italià, anglès, castellà, alemany i rus. Aquesta influència portarà a assignar a Perrault el paper principal d'iniciador de la transformació del tractat vitruvià definit amb la triada.

#### Propagadors de la teoria tripartita
La difusió definitiva de la idea tripartita de Perrault en els medis teòrics, es realitza a treves de l'obra de Blondel a França, i de Milizia a Itàlia. Aquests personatges aportaran una elaboració teòrica estructurada dels textos.
J. F. Blondel (1705-1774): La seva obra fou Architecture françoise. És cert que no té com a objectiu la formulació de teories, però conté nombroses afirmacions basades en l'estricta aplicació de la triada de Perrault. Blondel, és qui després de Perrault, fixa per escrit la divisió tripartita. La seva altre obra, Cours d'Architecture té una gran repercussió a la segona meitat del segle xviii, ja que construeix la base de l'ensenyament de l'arquitectura del moment. Blondel fou mestre de Boullé i Ledoux, que van destacar a l'últim terç del segle. També, és l'autor d'un gran nombre dels articles sobre arquitectura que s'inclouen a l'Encyclopedie de Diderot.
Francesco Milizia (1725-1798): En l'àmbit Italià trobem aquest personatge, que va basar els seus escrits en la teoria tripartita. La seva obra més important, Principii di Architettura Civile, de 1781, dividida estrictament en tres volums segons els criteris de Perrault, arribarà a una gran difusió al llarg del segle xix.

### Propostes arquitectòniques radicals en la Il·lustració
Tot i que, E. L. Boullé i Ledoux com a arquitectes radicals, tenen una gran
repercussió en el seu temps i en la historiografia. Aquests van crear escrits que relaten les seves idees, posant de manifest les raons de la matèria, on la seva organització constructiva té un paper principal i decisiu en les propostes formals concretes. Les teories d'aquests personatges presenten una relació clara amb Vitruvi:
Aquesta relació la trobem en l'anomenada teoria de la cabana primitiva. Consisteix en quatre troncs d'arbre creant un quadrat i coberts amb una estructura rudimentària. Representa el model original, inspirat en Vitruvi, d'uns principis arquitectònics basats en una construcció pura i lliure de tot element decoratiu.
Lodoli i Laugier consideraran el problema del pas de les formes de fusta, pròpies de la cabana o temple primitiu, a formes de pedra.
Lodoli (1690-1761): Espert coneixedor del comportament de la pedra, i en conseqüència, de les seves formes lògiques, tècniques de treball i obra. Criticarà les idees vitruvianas. Igual què E. L. Boullé, què afirma que a la definició d'arquitectura de Vitruvi hi ha un gran error, perquè considera que abans de poder realitzar cap definició s'ha de concebre una obra arquitectònica.
Laugier (1713-1769): Ignora el comportament de la pedra, es limitarà a fer una transposició de formes, poc realistes i amb grans contradiccions, ja que d'una forma de dimensions reduïdes en fusta, passa a una estructura de grans dimensions en pedra, només considerant el canvi d'escala gràfica.

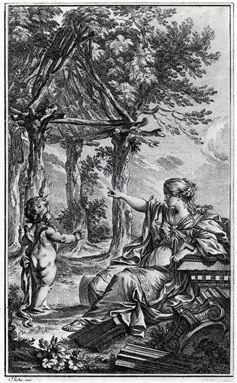
La cabana primitiva de Laugier

L'anàlisi dels dos escrits corrobora aquestes afirmacions, així com l'acceptació de la triada perraultiana per part de Laugier, enfront del rebuig de les idees vitruvianas per part de Lodoli.

### El segon origen: Rondelet (1743-1839)
L'art de bâtir de J. Rondelet, no només és el primer tractat de construcció desvinculat de la resta de qüestions arquitectòniques, sinó també una obra de gran valor innovador i progressista. Però sens dubte el seu rerefons es basa en obres anteriors.De fet, hi ha una clara influència del text de Vitruvi. Així veiem en els dos primers llibres, dedicats a l'estudi dels materials, que es posa de manifest les referències a l'antiguitat remota, les quals adquireixen una importància notable. També, quasi la totalitat de les referències a l'antiguitat, es basen en la traducció dels textos de construcció de Vitruvi. Per tant, es comença a reconèixer que la revalorització del text romà és un dels objectius principals de l'obra, tot i que, ja segles anteriors, molts autors havien sentenciat la caducitat del tractat de Vitruvi. El text original de Vitruvi apareix en llatí a la columna de l'esquerra i la seva traducció al francès a la dreta. Per tant, és clara la mitificació de l'escrit de Vitruvi.

### Pervivència contemporània
De architectura és considerat per a molts estudiosos actuals, un text desfasat però amb gran importància historiogràfica. Però d'altres, encara estan influenciats per aquest text llatí. La triada en la versió de Perrault o altres versions derivades, encara sobreviu i es manté paral·lela enfront de les idees arquitectòniques modernes.
Així, les referències a la tríada encara són molt presents. Segons Kenneth Frampton (arquitecte i escriptor anglès, nascut el 1930), el Palau dels soviets de Le Corbusier, sintetitza d'una manera extraordinària els tres paradigmes paral·lels de l'arquitectura occidental, formulats per primera vegada per Vitruvi: la simetria monumental de la combinació racional (venustas), l'íntima asimetria de la conveniència pràctica (utilitas), i la construcció formal dels elements tectònics primaris a través de la revelació de les solucions estructurals i constructives (firmitas).
Vitruvi pot ser utilitzar per legitimar la teoria de l'arquitectura, per establir una nova idea del projecte implicada directament en les noves necessitats de representació del poder polític o religiós, i com a instrument per exercir la crítica de l'arquitectura en funció d'un paradigma conceptual i figuratiu. El De Architecture es convertia així, des de mitjans del
segle xvi, en una espècie de maqueta de l'arquitectura, de la mateixa forma que Vitruvi podia ser identificat amb la figura de l'arquitecte, i no només en un repertori de models o tipus, sent aquesta última funció decisiva en la construcció de les noves tipologies (palaus, teatres, temples...) i en la codificació del nou llenguatge del classicisme.